# His Majesty's Declaration of Abdication Act 1936

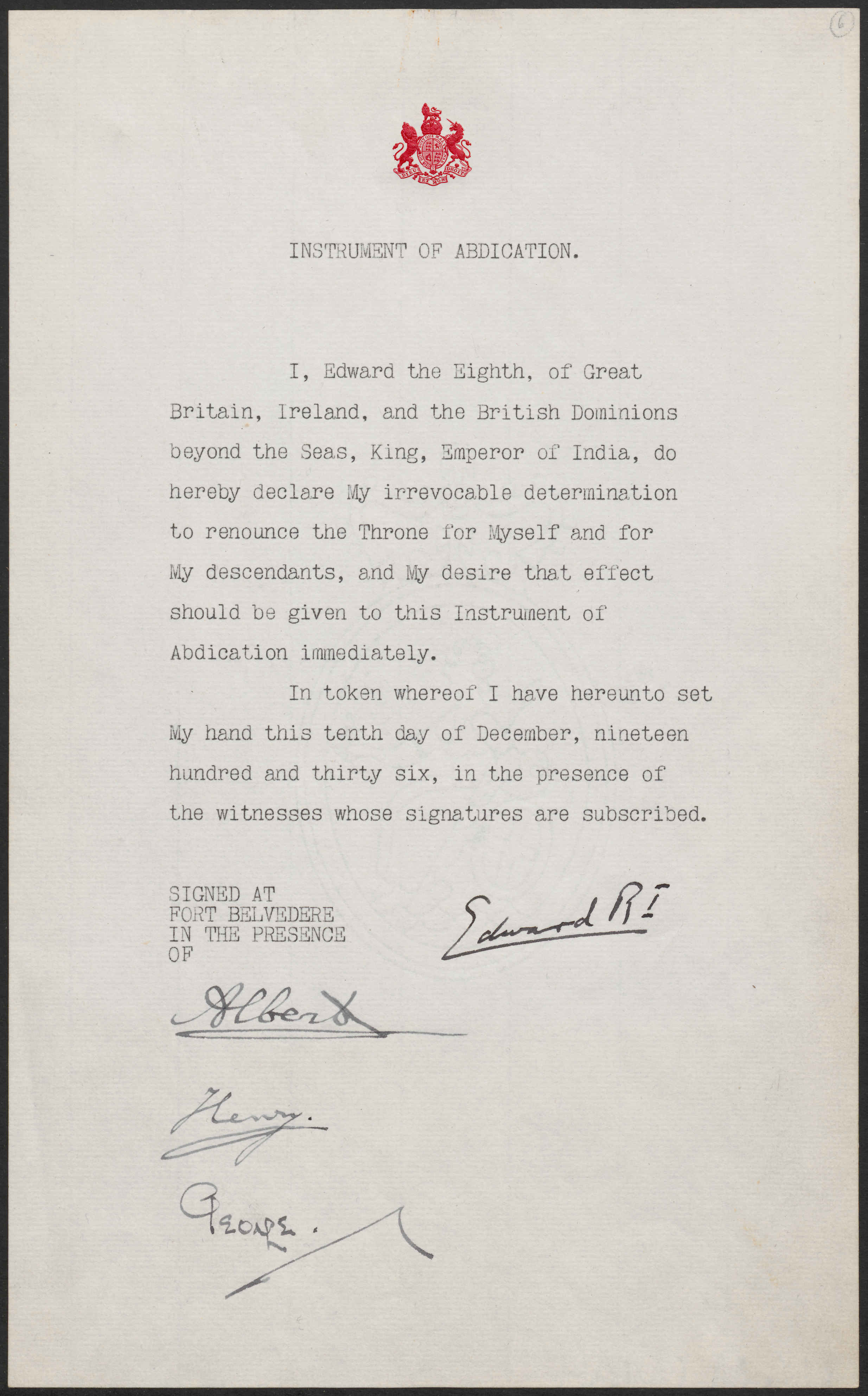
L'atto di abdicazione ufficiale di Edoardo VIII del Regno Unito

His Majesty's Declaration of Abdication Act 1936 è una legge del Parlamento del Regno Unito, approvata nel 1936, che ratifica l'abdicazione di Edoardo VIII.

## Storia
Anche se Edoardo VIII aveva firmato la dichiarazione di abdicazione il 10 dicembre 1936, era necessario che il Parlamento del Regno Unito approvasse una legge, poiché l'Act of Settlement non prevede l'abdicazione e non ne regola la conseguente successione.
La legge, presentata dal primo ministro Stanley Baldwin, fu approvata l'11 dicembre con 403 sì e 5 no (Willie Gallacher del Partito Comunista di Gran Bretagna, George Hardie e Alfred Salter del Partito Laburista e James Maxton e Campbell Stephen del Partito Laburista Indipendente).
Dopo l'approvazione della legge e dopo che il re diede il "consenso reale", la legge entrò in vigore ed Edoardo VIII cessò di essere re. Il trono subito passò a suo fratello, il principe Alberto, che fu proclamato Re Giorgio VI il giorno successivo a St. James's Palace.

## Contenuto
Il primo comma dell'articolo 1 ratifica l'abdicazione di Edoardo VIII e stabilisce che gli sarebbe succeduto il primo membro della famiglia reale nella linea di successione al trono britannico.
La legge prevede inoltre nei successivi due commi, rispettivamente, che nessun discendente di Edoardo VIII avesse diritto di successione al trono e che a tali discendenti non si dovesse applicare il Royal Marriages Act 1772.